# Pedro Muñoz (wielrenner)
 Pedro Muñoz Machín Rodríguez  (Mieres, 6 november 1958) is een voormalig Spaans wielrenner. In 1981 eindigde hij als tweede in de Ronde van Spanje en in 1986 won hij het bergklassement in de Ronde van Italië van dat jaar.

## Belangrijkste overwinningen
1981
- 3e etappe Catalaanse Week
- 4e etappe Ronde van Burgos
- 6e etappe Ronde van Asturië
- 15e etappe Ronde van Spanje

1982
- Proloog en 2e etappe Catalaanse Week
- GP Navarra
- Trofeo Masferrer
- 5e etappe deel B Ronde van Aragon

1983
- 6e etappe Ronde van Asturië
- Eindklassement Ronde van Asturië

1984
- 5e etappe Ronde van Catalonië

1985
- 4e etappe Ronde van Baskenland
- 6e etappe Parijs-Nice

1986
- 5e etappe Parijs-Nice
- 16e etappe Ronde van Italië
- Bergklassement Ronde van Italië

1989
- 5e etappe Ronde van Burgos

## Resultaten in voornaamste wedstrijden
| Jaar | Ronde van Italië | Ronde van Frankrijk | Ronde van Spanje |
| ---- | ---------------- | ------------------- | ---------------- |
| 1980 | opgave           |                     | 27e              |
| 1981 | 41e              |                     | ↑ (1)            |
| 1982 | opgave           |                     | 25e              |
| 1983 | 11e              |                     | 8e               |
| 1984 |                  | 8e                  |                  |
| 1985 |                  | opgave              | opgave           |
| 1986 | 10e (1)          | opgave              |                  |
| 1987 | 18e              | 22e                 |                  |
| 1988 |                  | opgave              | opgave           |
| 1989 |                  |                     | 34e              |
| 1990 |                  |                     | opgave           |

| Jaar |  | WK op de weg |
| ---- |  | ------------ |
| 1982 |  | 22e          |
| 1984 |  | 26e          |

Wielerploegen van Pedro Muñoz
Alfonsel ·
Blanco ·
Cambil · 
Clark ·
Coll ·
Corredor ·
Cueli · 
Dejonckheere ·
Del Piño ·
Dietzen ·
Echave · 
Emonds · 
González · 
Gutiérrez ·
Jiménez ·
Lauraire · 
Martens ·
Mayora ·
Muñoz · 
Perea ·
Sarrapio ·
Schütz ·
Teran ·
Timoner ·
Urrutibeazcoa · 
Yurrebaso
Aldanondo ·
Chozas ·
H. Díaz ·
P. L. Díaz ·
Franco · 
J. Hernández ·
S. Hernández ·
Martín ·
Muñoz ·
Ovando ·
Prieto ·
Ruiz ·
Villanueva · 
Weltz
Aldanondo ·
Chozas ·
H. Díaz ·
P. L. Díaz ·
Díaz de Otazu ·
Franco · 
Fuerte ·
Hernández · 
Hodge ·
Jusdado ·
Lejarreta ·
Martínez ·
Mauri ·
Muñoz ·
Pedersen ·
Prieto ·
Ruiz ·
Villanueva · 
J. Weltz ·
K. Weltz